# .35 Remington
.35 Remington — американский винтовочный боеприпас центрального воспламенения, представленный компанией Remington в 1906 году под самозарядную охотничью винтовку Remington Model 8. Продолжает оставаться популярным вплоть до настоящего времени и используется во многих моделях современного спортивного и охотничьего оружия, например, в винтовке Marlin Model 336 и в пистолете Remington XP-100. Считается подходящим боеприпасом для охоты на среднего зверя (оленя, вапити, черного медведя) в лесистой местности (на коротких и средних дистанциях) и в этой категории уступает по популярности только патрону .30-30 Winchester.

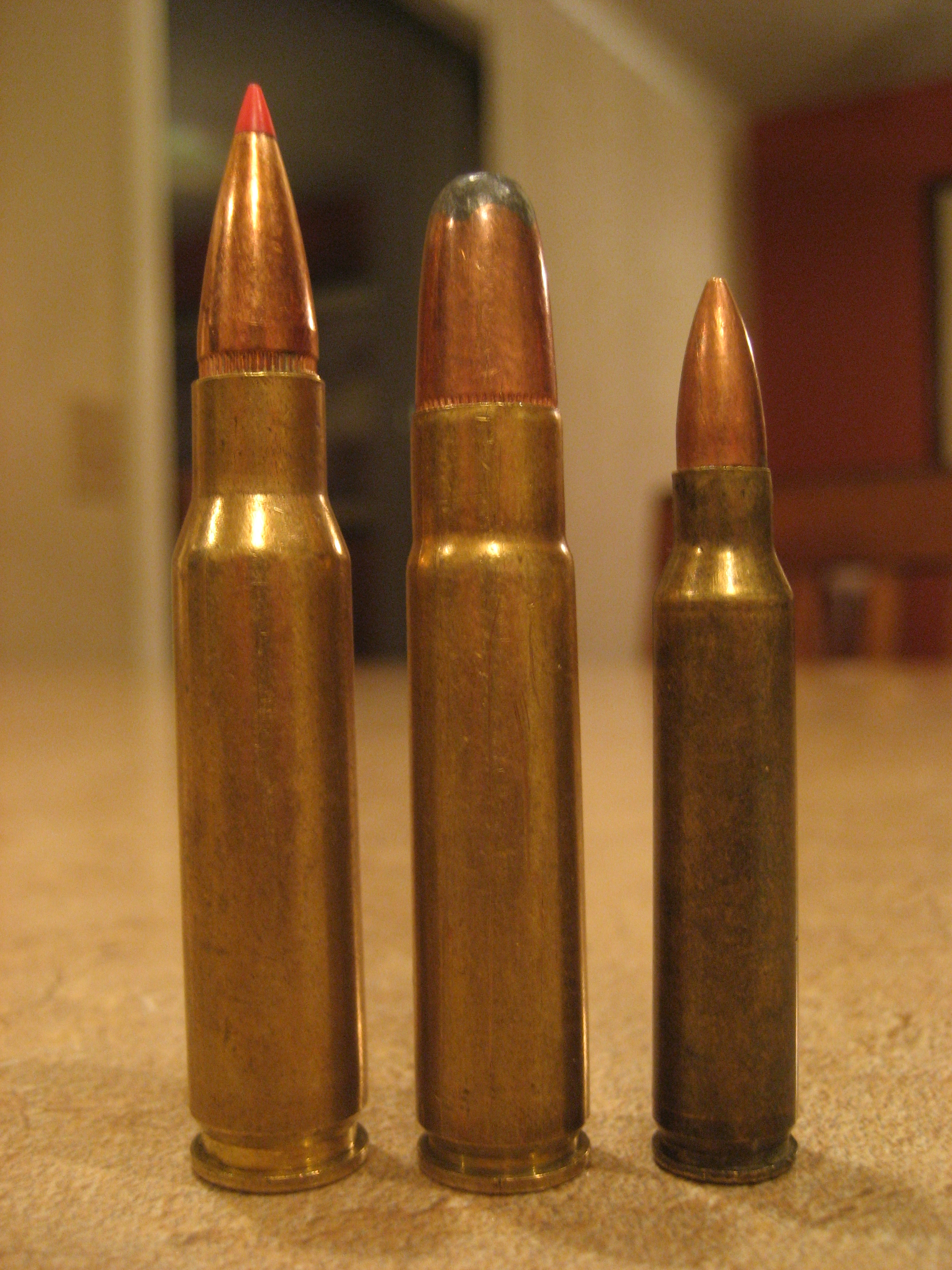
Слева направо: .308 Winchester, .35 Remington Soft Point и .223 Remington